# Prévôté de Saint-Gilles (Verrès)

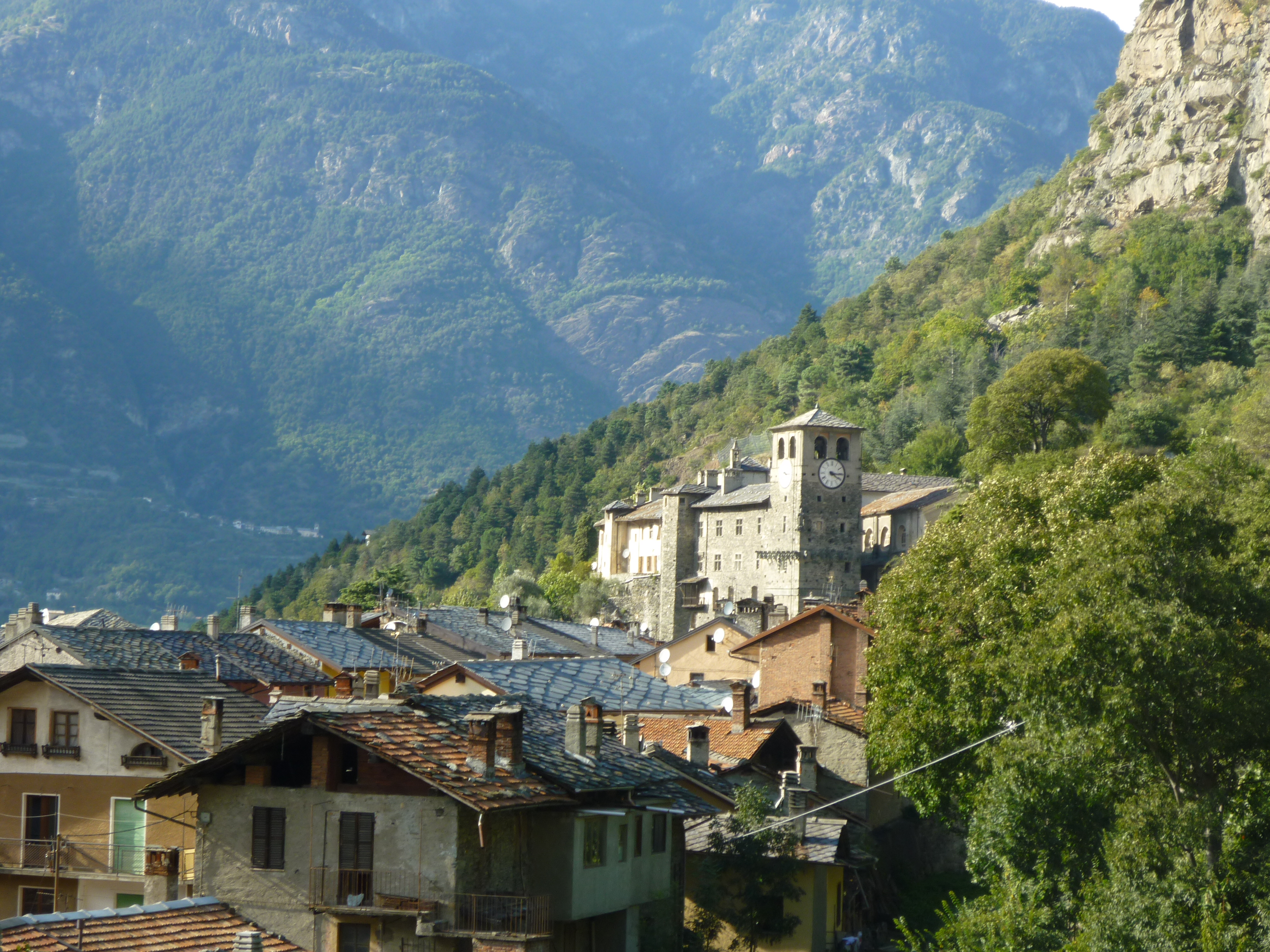
Le prévôté de Saint-Gilles.

La prévôté de Saint-Gilles est un couvent des chanoines réguliers de Saint-Gilles, dirigé par un prévôt du Moyen Âge au début du XIXe siècle qui donna le nom de prévôté à cette institution établie à Verrès, dans la basse Vallée d'Aoste.

## Bâtiments
L'ensemble des constructions subsistantes comprend des bâtiments élevés entre le XIe et le XVIIIe siècle. Yblet de Challant, le  père de François de Challant 1er, a fait construire la Chapelle des Challant dans laquelle il a été inhumé conformément à son testament du 15 février 1405. Le campanile et le grand bâtiment adjacent ont été rebâtis par le prévôt Charles de Challant en 1512. L'église paroissiale a été reconstruite dans la décennie 1770 sur les vestiges de l'église antérieure. Le 14e comte François-Octave de Challant († 1770) a accepté à cette occasion de rattacher la chapelle Saint-Georges et Saint-Maurice aux structures de l'église précédente et il reste visible à l'extérieur une fenêtre trilobée.

## Historique
Le couvent des chanoines de Saint-Gilles de Verrès fut dirigé par des prévôts. Il a été fondé selon l'historiographie ancienne au début du Xe siècle par Adalbert Ier marquis d'Ivrée et sa première épouse Gisèle. Il semble toutefois plutôt être à l'origine une création vers 985 des marquis de Montferrat pour les religieux Bénédictins de l'abbaye de Fruttuaria auxquels succèdent au XIIe siècle des chanoines réguliers de saint Augustin. Saint-Gilles se voit attribuer progressivement la gestion de nombreuses paroisses de la Vallée d'Aoste : Verrès, Fénis et Challand-Saint-Victor, puis Arnad, Saint-Marcel, Antey-Saint-André, Chambave, Diémoz et Saint-Denis, Issime avec juridiction sur les deux Gressoney (Gressoney-Saint-Jean et Gressoney-La-Trinité), Montjovet, Torgon, Valtournenche,  Ayas, Charvensod, Saint-Martin-de-Corléans, Arvier et Aymavilles. En 1113, l'évêque d'Aoste Boson Ier lui attribue également l'hospice du Petit-Saint-Bernard, près de La Thuile, qu'il conserve jusqu'en 1466. Le prieuré contrôle aussi dans le Piémont Saint-Ambroise, Saint-Pierre et Saint-Fidèle à Ivrée et l'église Saint-Emilien à Cigliano.
Saint-Gilles est soumis au régime de la commende dans la seconde moitié du XVe siècle avec Georges de Challant puis Charles de Challant prévôt de 1484 à sa mort en 1518/1520. Ensuite La maison de Challant lui substitue successivement trois prévôts âgés de circonstance et officialise sa mainmise sur l'établissement religieux lorsque René de Challant obtient par bulle pontificale du 14 février 1533 la concession du « patronage de la prévôté » et qu'il impose en 1544 son fils illégitime François († 1584) à qui succèdent des prévôts issus de sa fille légitime Isabelle 6e, comtesse de Challant, et de Jean-Frédéric Madruzzo. 
Ce système perdure jusqu'en 1648 quand Jean-Baptiste Vercellin, évêque d'Aoste, réussit à introduire les chanoines réguliers de la Congrégation de Notre-Sauveur de Pierre Fourier et que le prévôt commendataire de Saint-Gilles Charles-Emmanuel Madruzzo, prince évêque de Trente et 8e comte Challant, doit quitter le couvent. Les prévôts castraux mis en place doivent faire face à l'hostilité des héritiers de la maison de Challant qui estiment que leur famille a été lésée. Ils s'y maintiennent cependant pendant 71 ans. Après le décès du second prévôt Jean-Nicolas Deffays en 1712, l'élection de son successeur Antoine-Joseph Busquet se heurte à Georges-François de Challant († 1729),  5e baron de Châtillon et 13e comte de Challant, qui reprend les procédures à son encontre de 1712 à 1718. 
Le prévôt Busquet doit se démettre le 22 juin 1717 et céder la place aux Chanoines réguliers de saint Augustin et à Paul-François de Challant († 7 juin 1745), nommé prévôt par le pape Clément XI le 18 janvier 1718, à la condition toutefois de faire profession de vie régulière et claustrale. La famille de Challant est définitivement déboutée en 1772 de ses droits sur le prieuré, et en 1786 la charge de Prévôt est unie avec celle de curé de Verrès. Le 1er septembre 1802, le couvent est supprimé par le Gouvernement impérial et les chanoines expulsés par Ange Gandolpho, préfet du département de la Doire, mais il est rétabli le 10 janvier 1816 après le retour de la Vallée d'Aoste dans le royaume de Sardaigne.